# Caroline Veyt
Pour les articles homonymes, voir Veyt.
Caroline Veyt est une actrice et animatrice belge, née le 16 juin 1975 à Bruxelles. Elle se fait connaître, en France, grâce au rôle d'Alice Lerois, personnage principal  dans la série télévisée Seconde Chance.

## Biographie

### Carrière
À ses débuts, Caroline Veyt présente, sur la télévision commerciale belge RTL-TVI, le Club Disney et elle anime, sur la radio Bel RTL, une émission pour adolescents. Elle présente sur la télévision belge RTBF un magazine d'argent et d'économie Questions d'argent. Elle est également animatrice de l'émission Label One sur Télé Bruxelles.
Depuis le 21 mars 2011, elle est chroniqueuse dans le magazine de consommation de la RTBF, On n'est pas des pigeons !, animé par Sébastien Nollevaux. 
Elle présente l'émission radio Soyez curieux sur la Première (radio belge appartenant à la RTBF), tous les matins. Depuis plusieurs années, elle participe également à l'opération Printemps grandeur nature sur la Une (groupe RTBF).
Elle présente les concerts de musique classique donnés mensuellement au Golf de Hulencourt.
Elle anime une fois par mois sur La Trois, l'émission « Les Sentinelles ».
Caroline présente également l'émission « IHECS Café » qui a été réalisée par la Trois en partenariat avec l'Institut des hautes études des communications sociales (IHECS).

## Filmographie

### Cinéma

#### Longs métrages
- 2000 : Le roi danse : Armande Béjart
- 2004 : Last Night on Earth : Melinda
- 2006 : The Room : Melinda
- 2006 : Mes copines : Juliette

### Télévision

#### Téléfilms
- 1999 : Le Destin des Steenfort : Jay 1973 : Frederika
- 2000 : Juste une question d'amour : Carole
- 2002 : Amant de mes rêves : Carbie
- 2002 : Tous les chagrins se ressemblent : l'assistante 'Agir'
- 2003 : Saint-Germain ou la Négociation : Marie
- 2004 : Un fils sans histoire : Me Blanc
- 2008 : Françoise Dolto, le désir de vivre de Serge Le Péron : la mère de Joseph

#### Séries télévisées
- 2006 : Septième Ciel Belgique : Marie
- 2008-2009 : Seconde Chance : Alice Lerois

### Publicité
- 2010 : M6 Mobile
- 2010 : Herta
- 2012 : Leroy Merlin

### Clip
- 2001 : Panic du groupe Mud Flow